# Rapporto mondiale delle Nazioni Unite sullo sviluppo delle risorse idriche
Il Rapporto mondiale delle Nazioni Unite sullo sviluppo delle risorse idriche (UN WWDR) è un rapporto globale che fornisce una valutazione autorevole e completa delle risorse di acqua dolce a livello mondiale. È prodotto annualmente dal Programma per la Valutazione delle Risorse Idriche Mondiali dell’UNESCO (WWAP) e pubblicato dall’UNESCO per conto di UN-Water.
Il rapporto analizza come vengono gestite le risorse idriche mondiali e affronta le diverse sfide legate all’acqua che interessano le varie regioni del pianeta. Mette in evidenza le questioni globali più urgenti, come l’accesso all’acqua potabile e ai servizi igienico-sanitari, e approfondisce temi trasversali come l’energia, il cambiamento climatico, l’agricoltura e la crescita urbana. Inoltre, il rapporto propone raccomandazioni per una gestione più sostenibile delle risorse idriche dolci.
Il contenuto del rapporto è il risultato della collaborazione tra le varie agenzie delle Nazioni Unite che compongono UN-Water, con il contributo di governi, organizzazioni internazionali, organizzazioni non governative e altri attori coinvolti.
Dal 2003 al 2012, il Rapporto mondiale delle Nazioni Unite sullo sviluppo delle risorse idriche è stato prodotto e pubblicato ogni tre anni, seguendo un approccio globale e approfondito. A partire dal 2014, il rapporto è stato trasformato in una pubblicazione annuale a carattere tematico, focalizzata ogni anno su una diversa questione strategica legata all’acqua. A partire dalla quarta edizione del 2012, il rapporto ha inoltre integrato una prospettiva di genere, in linea con le priorità dell’UNESCO, dedicando capitoli o sezioni specifiche all’importanza delle questioni di genere nella gestione delle risorse idriche.
La tabella seguente presenta i temi chiave affrontati nel Rapporto mondiale delle Nazioni Unite sullo sviluppo delle risorse idriche dal 2003 al 2025.
| N. | Anno | Rapporto                       | Rapporto                                                                                            |
| 1  | 2025 |                                | Montagne e ghiacciai: torri d'acqua Mountains and glaciers: Water towers                            |
| 2  | 2024 | Water for Prosperity and Peace | L'acqua per la prosperità e la pace Water for Prosperity and Peace                                  |
| 3  | 2023 |                                | Partenariati e cooperazione per l'acqua Partnerships and cooperation for water                      |
| 4  | 2022 |                                | Acque sotterranee: rendere visibile la risorsa invisibile Groundwater: Making the invisible visible |
| 5  | 2021 |                                | Il valore dell'acqua Valuing Water                                                                  |
| 6  | 2020 |                                | Acqua e cambiamenti climatici Water and Climate Change                                              |
| 7  | 2019 |                                | Nessuno sia lasciato indietro Leaving no one behind                                                 |
| 8  | 2018 |                                | Soluzioni basate sulla natura per l'acqua Nature-based Solutions for Water                          |
| 9  | 2017 |                                | Acque reflue: la risorsa inesplorata Wastewater: An untapped resource                               |
| 10 | 2016 |                                | Acqua e lavoro Water and Jobs                                                                       |
| 11 | 2015 |                                | L'acqua per un mondo sostenibile Water for a sustainable world                                      |
| 12 | 2014 |                                | Water and Energy                                                                                    |
| 13 | 2012 |                                | Managing Water under Uncertainty and Risk                                                           |
| 14 | 2009 |                                | Water in a Changing World                                                                           |
| 15 | 2006 |                                | Water, a Shared Responsibility                                                                      |
| 16 | 2003 |                                | Water for People, Water for Life                                                                    |

## Contesto
Nel 1998, durante la Sesta Sessione della Commissione delle Nazioni Unite per lo Sviluppo Sostenibile, è stata sottolineata la necessità di effettuare valutazioni regolari e globali delle risorse idriche dolci. In risposta a tale richiesta, l’UNESCO ha istituito il Programma per la Valutazione delle Risorse Idriche Mondiali (WWAP), con il compito di redigere il Rapporto mondiale delle Nazioni Unite sullo sviluppo delle risorse idriche (WWDR), in collaborazione con le organizzazioni che oggi compongono UN-Water (all’epoca il Sottocomitato ACC sulle Risorse Idriche).
L’obiettivo iniziale era di pubblicare il rapporto ogni tre anni, offrendo una panoramica globale dello stato delle risorse idriche del pianeta e monitorando i progressi verso il raggiungimento degli Obiettivi di Sviluppo del Millennio (MDGs) legati all’acqua.
Con l’aumento dell’urgenza e della complessità delle sfide idriche globali, si è resa necessaria una maggiore frequenza nella pubblicazione del rapporto. A partire dal 2014, il WWDR è diventato una pubblicazione annuale, con un focus ogni anno su una specifica tematica strategica, al fine di rispondere in modo più efficace all’evoluzione del contesto globale.

## Obiettivi
L’obiettivo generale del Programma è quello di “rispondere alle crescenti esigenze degli Stati Membri delle Nazioni Unite e della comunità internazionale in termini di informazioni più ampie, tempestive e affidabili, rilevanti per le politiche in vari ambiti dello sviluppo e della gestione delle risorse idriche, in particolare attraverso la produzione del Rapporto mondiale delle Nazioni Unite sullo sviluppo delle risorse idriche (WWDR)”.
Attraverso i WWDR e le attività complementari, il WWAP mira a fornire ai gestori delle risorse idriche e ai decisori politici le conoscenze, gli strumenti e le competenze necessarie per formulare e attuare politiche idriche sostenibili.

## Rapporti

### 2025: Montagne e ghiacciai: torri d'acqua
Il sedicesimo rapporto, intitolato «Montagne e ghiacciai: le torri d'acqua», è stato lanciato il 21 marzo 2025 sia presso la Sede dell'UNESCO a Parigi che presso il Quartier Generale delle Nazioni Unite a New York, in occasione della Giornata Mondiale inaugurale dei Ghiacciai e della Giornata Mondiale dell’Acqua.
Questa edizione mette in evidenza il ruolo cruciale delle regioni montane e dei ghiacciai come “torri d'acqua” del pianeta, che forniscono acqua dolce a miliardi di persone nelle aree a valle. Il rapporto sottolinea gli effetti sempre più rapidi del cambiamento climatico sulla criosfera, tra cui il ritiro accelerato dei ghiacciai, la diminuzione del manto nevoso e il disgelo del permafrost, fenomeni che minacciano la sicurezza idrica globale, la stabilità degli ecosistemi e i mezzi di sussistenza delle comunità dipendenti da queste risorse idriche.
Il rapporto evidenzia la necessità urgente di azioni climatiche efficaci, di monitoraggio rafforzato e di una cooperazione internazionale per proteggere queste riserve vitali di acqua dolce. Invita inoltre allo sviluppo di strategie di adattamento e di politiche sostenibili per la gestione dell’acqua, volte ad affrontare le sfide poste dai cambiamenti della criosfera montana.
Attraverso dati e analisi approfondite, il rapporto intende fornire strumenti utili ai decisori politici e agli attori coinvolti per garantire la disponibilità e la gestione sostenibile dell’acqua, in linea con l’Obiettivo di Sviluppo Sostenibile 6 (SDG 6).

### 2024: L'acqua per la prosperità e la pace
Il quindicesimo rapporto, intitolato «Acqua per la prosperità e la pace», è stato presentato il 22 marzo 2024 durante l’evento principale della Giornata Mondiale dell’Acqua, presso la Sede dell'UNESCO a Parigi. Il rapporto evidenzia il ruolo fondamentale dell’acqua potabile sicura e dei servizi igienico-sanitari come diritti umani essenziali, indispensabili per una vita dignitosa e in buona salute.
Sottolinea che una gestione sostenibile ed equa delle risorse idriche può favorire la pace e la prosperità, in particolare nei contesti fragili, sostenendo l’agricoltura, promuovendo la stabilità delle comunità e contribuendo alla riduzione dei rischi legati ai disastri e alla gestione delle migrazioni. Al contrario, problemi come scarsità d’acqua, inquinamento o inaccessibilità possono generare insicurezza alimentare, perdita dei mezzi di sussistenza e conflitti potenziali.
Il Rapporto 2024 ribadisce l’importanza dell’acqua come elemento capace di unire le persone e di promuovere la pace, lo sviluppo sostenibile, l’azione per il clima e l’integrazione regionale. Esplora come una gestione efficace dell’acqua sia essenziale per raggiungere la prosperità e la stabilità globali, in linea con l’Obiettivo di Sviluppo Sostenibile 6 (SDG 6), che mira a garantire acqua e servizi igienico-sanitari per tutti.

### 2023: Partenariati e cooperazione per l'acqua
Il quattordicesimo rapporto, intitolato «Partenariati e cooperazione per l’acqua», è stato lanciato nella giornata di apertura della Conferenza delle Nazioni Unite sull’Acqua del 2023, tenutasi a New York nel marzo 2023. L’edizione 2023 sottolinea il ruolo fondamentale dei partenariati e della cooperazione per il raggiungimento dell’Obiettivo di Sviluppo Sostenibile 6 (SDG 6) e per la realizzazione del diritto umano all’acqua e ai servizi igienico-sanitari.
Il rapporto evidenzia come i progressi attuali verso il raggiungimento dell’SDG 6 siano notevolmente in ritardo, richiedendo un’azione accelerata in vari settori, tra cui agricoltura, ambiente, insediamenti umani, industria, salute e cambiamento climatico.
In linea con i cinque “acceleratori” previsti dal Quadro globale di accelerazione dell’SDG 6 – sviluppo delle capacità, dati e informazioni, innovazione, finanziamenti e governance – il rapporto propone raccomandazioni ai decisori politici per intensificare e ampliare gli sforzi in corso.
Il tema del Rapporto 2023 ha fornito spunti fondamentali per i dialoghi interattivi della Conferenza ONU sull’Acqua del 2023, in particolare sul tema «Acqua per la cooperazione», uno dei cinque dialoghi tematici dell’evento, il primo vertice ONU sull’acqua dopo quello del 1977.

### 2022: Acque sotterranee: rendere visibile la risorsa invisibile
Il tredicesimo Rapporto mondiale delle Nazioni Unite sullo sviluppo delle risorse idriche, intitolato «Acque sotterranee: rendere visibile la risorsa invisibile», è stato presentato durante la cerimonia di apertura del Forum Mondiale dell’Acqua svoltosi a Dakar nel marzo 2022. Il rapporto è dedicato al ruolo cruciale delle acque sotterranee, che rappresentano circa il 99% di tutta l’acqua dolce liquida disponibile sulla Terra.
Viene messo in risalto il contributo fondamentale di questa risorsa all’approvvigionamento di acqua potabile, in particolare per le popolazioni rurali, nonché il suo impiego significativo in agricoltura, dove fornisce circa il 25% dell’acqua utilizzata per l’irrigazione a livello globale. Nonostante la loro importanza, le acque sotterranee risultano spesso trascurate, sottovalutate e mal gestite.
Il rapporto evidenzia l’urgente necessità di una maggiore comprensione e di una gestione sostenibile delle acque sotterranee, al fine di sostenere la riduzione della povertà, la sicurezza idrica e alimentare, lo sviluppo economico e la resilienza climatica.
Infine, il rapporto lancia un appello all’azione collettiva per rendere visibile questa risorsa invisibile, garantendone un utilizzo sostenibile e la protezione per le generazioni future.

### 2021: Il valore dell'acqua
Il dodicesimo Rapporto mondiale delle Nazioni Unite sullo sviluppo delle risorse idriche, intitolato «Il valore dell’acqua», è stato pubblicato in occasione della Giornata Mondiale dell’Acqua delle Nazioni Unite nel marzo 2021.
Il rapporto esplora l’importanza fondamentale del riconoscere e incorporare i molteplici valori dell’acqua nei processi decisionali. Sostiene che una corretta valutazione dell’acqua sia indispensabile per una gestione sostenibile ed equa delle risorse idriche, nonché per il raggiungimento degli Obiettivi di Sviluppo Sostenibile (SDGs).
Viene evidenziata la complessità di tale valutazione, data la molteplicità delle prospettive e degli usi dell’acqua, che spaziano dai bisogni domestici e dalle attività economiche fino al significato culturale ed ecologico. Il rapporto classifica i valori dell’acqua in cinque ambiti principali: fonti ed ecosistemi, infrastrutture, servizi, input economici e produttivi e dimensioni socio-culturali.
Infine, si sottolinea la necessità di approcci inclusivi e integrati per conciliare tali valori, migliorare la governance e orientare le politiche e la pianificazione, affrontando al contempo le lacune in termini di conoscenze, ricerca e sviluppo delle capacità.

### 2020: Acqua e cambiamenti climatici
L’undicesimo Rapporto mondiale delle Nazioni Unite sullo sviluppo delle risorse idriche, intitolato «Acqua e cambiamenti climatici», è stato pubblicato in occasione della Giornata Mondiale dell’Acqua nel marzo 2020. Il rapporto affronta la relazione critica tra la gestione delle risorse idriche e i cambiamenti climatici, evidenziando come questi ultimi stiano influenzando la disponibilità, la qualità e la quantità dell’acqua, mettendo a rischio diritti umani fondamentali e ostacolando i progressi verso gli Obiettivi di Sviluppo Sostenibile (SDGs).
Sottolinea i doppi benefici derivanti dall’integrazione della gestione delle risorse idriche nelle strategie climatiche, presentandola come uno strumento per adattarsi e al contempo mitigare gli impatti del cambiamento climatico.
Attraverso un focus sul miglioramento della gestione dell’acqua, il rapporto propone un approccio complessivo per rafforzare la resilienza, garantire la sicurezza idrica e affrontare i rischi legati al clima.

### 2019: Nessuno sia lasciato indietro
Il decimo Rapporto mondiale delle Nazioni Unite sullo sviluppo delle risorse idriche, intitolato «Nessuno sia lasciato indietro», è stato presentato in occasione della Giornata Mondiale dell’Acqua, tenutasi a Ginevra nel marzo 2019. Il rapporto sottolinea l’importanza cruciale del miglioramento della gestione delle risorse idriche e dell’accesso ai servizi idrici e igienico-sanitari per affrontare le disuguaglianze sociali ed economiche. Evidenzia inoltre la crescente domanda globale di acqua, con proiezioni che indicano un aumento compreso tra il 20% e il 30% entro il 2050, aggravando le condizioni di stress idrico e scarsità.
Viene ribadito che l’acqua potabile sicura e i servizi igienico-sanitari rappresentano diritti umani fondamentali, indispensabili per la salute, la dignità e uno sviluppo socio-economico equo.
Il rapporto si allinea all’Agenda 2030 per lo Sviluppo Sostenibile, che si impegna a garantire l’accesso universale a questi servizi senza discriminazioni, con un’attenzione particolare a chi è più vulnerabile, affinché nessuno sia lasciato indietro.

### 2018: Soluzioni basate sulla natura per l'acqua
Il nono Rapporto mondiale delle Nazioni Unite sullo sviluppo delle risorse idriche, intitolato «Soluzioni basate sulla natura per l’acqua», è stato presentato in occasione del Forum Mondiale dell’Acqua, tenutosi a Brasília nel marzo 2018. Il rapporto evidenzia la crescente domanda globale di acqua, alimentata dalla crescita della popolazione, dallo sviluppo economico e dai modelli di consumo in cambiamento, con un aumento significativo previsto nei settori industriale e domestico, in particolare nei Paesi in via di sviluppo.
Allo stesso tempo, il cambiamento climatico sta intensificando il ciclo globale dell’acqua, aggravando le condizioni sia umide che secche. Il rapporto promuove le soluzioni basate sulla natura (Nature-based Solutions, NBS) come approccio essenziale per affrontare le sfide idriche, sfruttando i processi naturali per aumentare la disponibilità idrica, migliorarne la qualità e ridurre i rischi legati ai disastri idrici e ai cambiamenti climatici.
Sottolineando l’importanza di integrare le NBS con le infrastrutture grigie tradizionali, il rapporto propone un approccio combinato per ottimizzare la gestione dell’acqua, massimizzando i benefici e l’efficienza dei costi.

### 2017: Acque reflue: la risorsa inesplorata
L’ottavo Rapporto mondiale delle Nazioni Unite sullo sviluppo delle risorse idriche, intitolato «Acque reflue: la risorsa inesplorata», è stato pubblicato il 22 marzo 2017 in occasione della Giornata Mondiale dell’Acqua, a Durban. Il rapporto mostra come una migliore gestione delle acque reflue possa generare benefici sociali, ambientali ed economici fondamentali per lo sviluppo sostenibile, risultando cruciale per il raggiungimento degli obiettivi dell’Agenda 2030 per lo Sviluppo Sostenibile.
Le acque reflue sono destinate a svolgere un ruolo chiave nel contesto di un’economia circolare, in cui lo sviluppo economico si bilancia con la protezione delle risorse naturali e la sostenibilità ambientale. Tuttavia, una grande parte delle acque reflue viene ancora rilasciata nell’ambiente senza essere né raccolta né trattata.
In molte regioni del mondo, acque contaminate da batteri, nitrati, fosfati e solventi vengono scaricate in fiumi e laghi, fino a raggiungere gli oceani, con gravi conseguenze per l’ambiente e la salute pubblica. Il volume di acque reflue da trattare aumenterà considerevolmente nel prossimo futuro, soprattutto nelle città dei Paesi in via di sviluppo, caratterizzate da una rapida crescita demografica.

### 2016: Acqua e lavoro
Il settimo Rapporto mondiale delle Nazioni Unite sullo sviluppo delle risorse idriche, intitolato «Acqua e lavoro», è stato pubblicato il 22 marzo 2016, in occasione della Giornata Mondiale dell’Acqua, a Ginevra. Il rapporto mostra che quasi 3 lavoratori su 4 nel mondo (pari a 3,2 miliardi di persone) dipendono in misura moderata o elevata dall’accesso all’acqua e ai servizi idrici correlati.
L’acqua è un fattore chiave nello sviluppo di opportunità di lavoro, sia in modo diretto, nei settori legati alla sua gestione (approvvigionamento, infrastrutture, trattamento delle acque reflue, ecc.), sia in settori economici fortemente dipendenti dall’acqua, come agricoltura, pesca, energia, industria e sanità.
Un buon accesso all’acqua potabile e ai servizi igienico-sanitari favorisce inoltre una forza lavoro sana e istruita, elemento essenziale per una crescita economica sostenuta. Nella sua analisi dell’impatto economico dell’accesso all’acqua, il rapporto cita numerosi studi che mostrano una correlazione positiva tra gli investimenti nel settore idrico e la crescita economica. Viene inoltre evidenziato il ruolo fondamentale dell’acqua nella transizione verso un’economia verde.

### 2015: L'acqua per un mondo sostenibile
Il sesto Rapporto mondiale delle Nazioni Unite sullo sviluppo delle risorse idriche, intitolato «L’acqua per un mondo sostenibile», è stato lanciato in occasione della celebrazione ufficiale della Giornata Mondiale dell’Acqua tenutasi a Nuova Delhi, il 20 marzo 2015.
Le risorse idriche e la gamma di servizi che forniscono sono alla base della crescita economica, della riduzione della povertà e della sostenibilità ambientale. Dalla sicurezza alimentare ed energetica alla salute umana e ambientale, l’acqua contribuisce al benessere sociale, influenzando le condizioni di vita di miliardi di persone. L’acqua è adeguatamente valorizzata in tutte le sue forme, e le acque reflue sono trattate come una risorsa in grado di fornire energia, nutrienti e acqua dolce per il riutilizzo.
Gli insediamenti umani si sviluppano in armonia con il ciclo naturale dell’acqua e con gli ecosistemi che lo sostengono, con misure mirate a ridurre la vulnerabilità e ad aumentare la resilienza ai disastri legati all’acqua. L’approccio integrato allo sviluppo, gestione e utilizzo delle risorse idriche – così come ai diritti umani – diventa la norma.

### 2014: Water and Energy
Il quinto Rapporto mondiale delle Nazioni Unite sullo sviluppo delle risorse idriche, intitolato «Acqua ed energia», è stato presentato a Tokyo, nel marzo 2014, in occasione della Giornata Mondiale dell’Acqua. Questo rapporto ha rappresentato la prima valutazione annuale prodotta in collaborazione tra UN-Water e UN-Energy.
L’acqua e l’energia sono strettamente collegate e altamente interdipendenti. Il settore energetico compete per le risorse idriche con altri grandi utilizzatori, come l’agricoltura, l’industria manifatturiera, la fornitura idrica e i servizi igienico-sanitari. Le scelte e azioni adottate in uno di questi ambiti possono avere forti ripercussioni sull’altro, in senso sia positivo che negativo. È quindi fondamentale gestire attentamente i compromessi per limitare gli impatti negativi e favorire le sinergie.
Acqua ed energia svolgono un ruolo cruciale nella riduzione della povertà, sia in modo diretto – poiché numerosi Obiettivi di Sviluppo del Millennio (MDGs) dipendono dal miglioramento dell’accesso all’acqua, ai servizi igienici, all’elettricità e alle fonti energetiche – sia in modo indiretto, in quanto la limitata disponibilità di acqua ed energia può ostacolare la crescita economica, spesso considerata l’ultima speranza per una riduzione generalizzata della povertà.

### 2012: Managing Water under Conditions of Uncertainty and Risk
Il quarto Rapporto mondiale delle Nazioni Unite sullo sviluppo delle risorse idriche, intitolato «Gestire l'acqua in condizioni di incertezza e rischio», è stato presentato nel marzo 2012 durante il sesto Forum Mondiale dell’Acqua, tenutosi a Marsiglia.
Questa edizione offre una valutazione completa delle risorse idriche dolci a livello mondiale e mira a dimostrare, tra i vari messaggi chiave, che l’acqua è alla base di ogni aspetto dello sviluppo e che un approccio coordinato alla gestione e all’allocazione delle risorse idriche è fondamentale. Il rapporto sottolinea che, per raggiungere molteplici obiettivi, l’acqua deve essere integrata sistematicamente nei processi decisionali lungo tutto l’arco delle politiche di sviluppo.
Per la prima volta, l’intero rapporto è stato oggetto di un esercizio di integrazione della dimensione di genere (gender mainstreaming), al fine di garantire che le questioni di genere e di equità sociale venissero affrontate in modo adeguato e sistematico. È stato inoltre introdotto un nuovo capitolo interamente dedicato al tema “genere e acqua”.

### 2009: Water in a Changing World
Il terzo rapporto, "Acqua in un mondo che cambia", fu presentato nel 2009 durante il quinto Forum Mondiale dell’Acqua, tenutosi a Istanbul. Integrando il lavoro dei precedenti studi e delle due precedenti edizioni, il terzo rapporto presentò alcuni cambiamenti; in particolare, anziché essere suddiviso in base alle agenzie ONU, il nuovo formato era più globale.
Il rapporto tratta di una serie di temi, tra cui gli Obiettivi di Sviluppo del Millennio (MDGs), l'acqua di falda, la biodiversità, l'acqua e la migrazione, l'acqua e le infrastrutture, i biocarburanti.
Il settore dell'acqua può essere influenzato da forze esterne quali la demografia, il cambiamento climatico, l'economia globale, l'evoluzione dei valori tradizionali, l'innovazione tecnologica, le leggi, i mercati finanziari. Questi agenti sono imprevedibili ma hanno un impatto rilevante sulle decisioni riguardo alla gestione dell'acqua.

### 2006: Water, a shared responsibility
Il secondo Rapporto mondiale delle Nazioni Unite sullo sviluppo delle risorse idriche, intitolato «L’acqua, una responsabilità condivisa», è stato presentato nel 2006 in occasione del quarto Forum Mondiale dell’Acqua, tenutosi a Città del Messico, Messico.
Il rapporto offre un quadro completo delle risorse di acqua dolce in tutte le regioni e nella maggior parte dei Paesi del mondo. Monitora i progressi verso gli obiettivi idrici degli Obiettivi di Sviluppo del Millennio (MDGs) e analizza una vasta gamma di temi, tra cui la crescita demografica, la urbanizzazione crescente, la modifica degli ecosistemi, la produzione alimentare, la salute, l’industria, l’energia, nonché la gestione del rischio, la valutazione e il pagamento dell’acqua, e il potenziamento delle conoscenze e delle capacità.
Sedici studi di caso illustrano le sfide più comuni nella gestione delle risorse idriche, offrendo importanti spunti su diverse dimensioni della crisi idrica e sulle relative risposte gestionali. Il rapporto presenta una serie di risultati e raccomandazioni per orientare le azioni future e promuovere l’uso sostenibile, la produttività e la gestione efficace delle risorse idriche dolci, sempre più scarse a livello globale.

### 2003: Water for People, Water for Life
Il primo Rapporto mondiale delle Nazioni Unite sullo sviluppo delle risorse idriche, intitolato «Acqua per le persone, acqua per la vita», è stato presentato nel 2003 in occasione del terzo Forum Mondiale dell’Acqua, tenutosi a Kyoto, Giappone. Il rapporto offre una valutazione complessiva della crisi idrica globale, analizzando i progressi in 11 ambiti prioritari: acqua e città, sicurezza alimentare, acqua ed energia, industria pulita, soddisfacimento dei bisogni fondamentali, protezione degli ecosistemi, condivisione delle risorse idriche, valutazione dell’acqua, buona governance idrica, consolidamento della base di conoscenze e gestione del rischio.
Con un’attenzione particolare rivolta alla valutazione dei progressi compiuti dal Vertice di Rio (1992) e allo sviluppo di metodologie di valutazione efficaci, il rapporto affronta un’ampia gamma di tematiche connesse alla gestione delle risorse idriche dolci, esaminando l’insieme complesso di politiche, leggi, programmi sociali, approcci economici e strategie gestionali necessari per raggiungere la sostenibilità idrica.
Il rapporto include inoltre sette studi pilota su bacini fluviali, selezionati per rappresentare diversi contesti sociali, economici e ambientali, fornendo esempi concreti di sfide e buone pratiche nella gestione integrata delle risorse idriche.